# Casa del Petrarca
(Francesco Petrarca, Res Seniles XII, 8, lettera a Matteo Longo, 6 gennaio 1371)
La Casa del Petrarca, ubicata nel comune di Arquà Petrarca, in provincia di Padova, è l'ultima dimora di Francesco Petrarca in cui il poeta visse a partire dal 1369 fino al 1374, anno della sua morte. L'edificio, risalente al Duecento, gli fu donato da Francesco il Vecchio da Carrara, Signore di Padova, suo estimatore e amico.
Il Petrarca decise di ristrutturarla per adattarla alle sue esigenze, seguendo in prima persona i lavori. Dopo la morte del poeta, si succedettero diversi proprietari che apportarono negli anni alcune modifiche, le più importanti risalgono alla metà del Cinquecento  ad opera dell'allora proprietario Paolo Valdezocco. L’ultimo proprietario fu il cardinale Pietro Silvestri che donò ufficialmente la casa al Comune di Padova nel 1875 a condizione che non venisse più usata a scopo abitativo. Al 2024 l'edificio è ancora di proprietà del Comune di Padova.

## Storia
L'edificio, probabilmente risalente al Duecento, venne donato a Francesco Petrarca da Francesco il Vecchio di Carrara.
Già a partire dal 1369 il poeta fece apportare alcuni restauri e riadattamenti alla casa; infatti, la struttura inizialmente era composta da due corpi di fabbrica con un dislivello tra l'uno e l'altro di tre metri e mezzo; su una facciata vennero, inoltre, fatte aprire delle finestre. Petrarca fece modificare anche la predisposizione delle due unità abitative: tenne per sé e la sua famiglia la parte inferiore dell'edificio sito sul versante sinistro; l'abitazione, invece, di destra, più elevata, dove peraltro si trova l'ingresso principale, venne riservata alla servitù e ai servizi.
La testimonianza del poeta si può ritrovare anche al suo interno, in quanto provvide anche alla decorazioni delle pareti con fasce affrescate a motivi floreali, che si possono vedere tuttora.
Per quanto riguarda l'esterno della casa, Petrarca, molto affezionato alla cura delle piante, fece creare due orti, dove furono piantati principalmente alberi da frutta ed erbe aromatiche, oggi però ne rimane solamente una piccola parte nella zona anteriore dell'abitazione, risistemata come giardino all'italiana nel 1925.
Dopo la morte del poeta la casa andò incontro ad altre numerose modifiche e si succedettero altrettante numerose proprietà.
L'anno dopo la morte di Francesco Petrarca, nel 1374, la casa passò a Francesco da Brossano, che nonostante abbia abbandonato Arquà per trasferirsi a Padova, tenne la casa per circa vent'anni, come volere del poeta, per poi metterla in vendita. Il 10 aprile 1454 la casa venne acquistata dal nobile veneziano Federico Giustinian che la cedette ai monaci di San Giorgio Maggiore di Venezia.
Nel corso dei secoli e nella lunga successione dei proprietari la casa del poeta subì varie modifiche sia all'interno che all'esterno: vi si aggiunsero delle pareti divisorie per aggiungere stanze, la loggetta e la scala esterna; vennero chiusi e spostati i caminetti, venne costruito un nuovo poggiolo e modificato un altro e, per quanto riguarda le pareti delle stanze, vennero abbondantemente decorate.

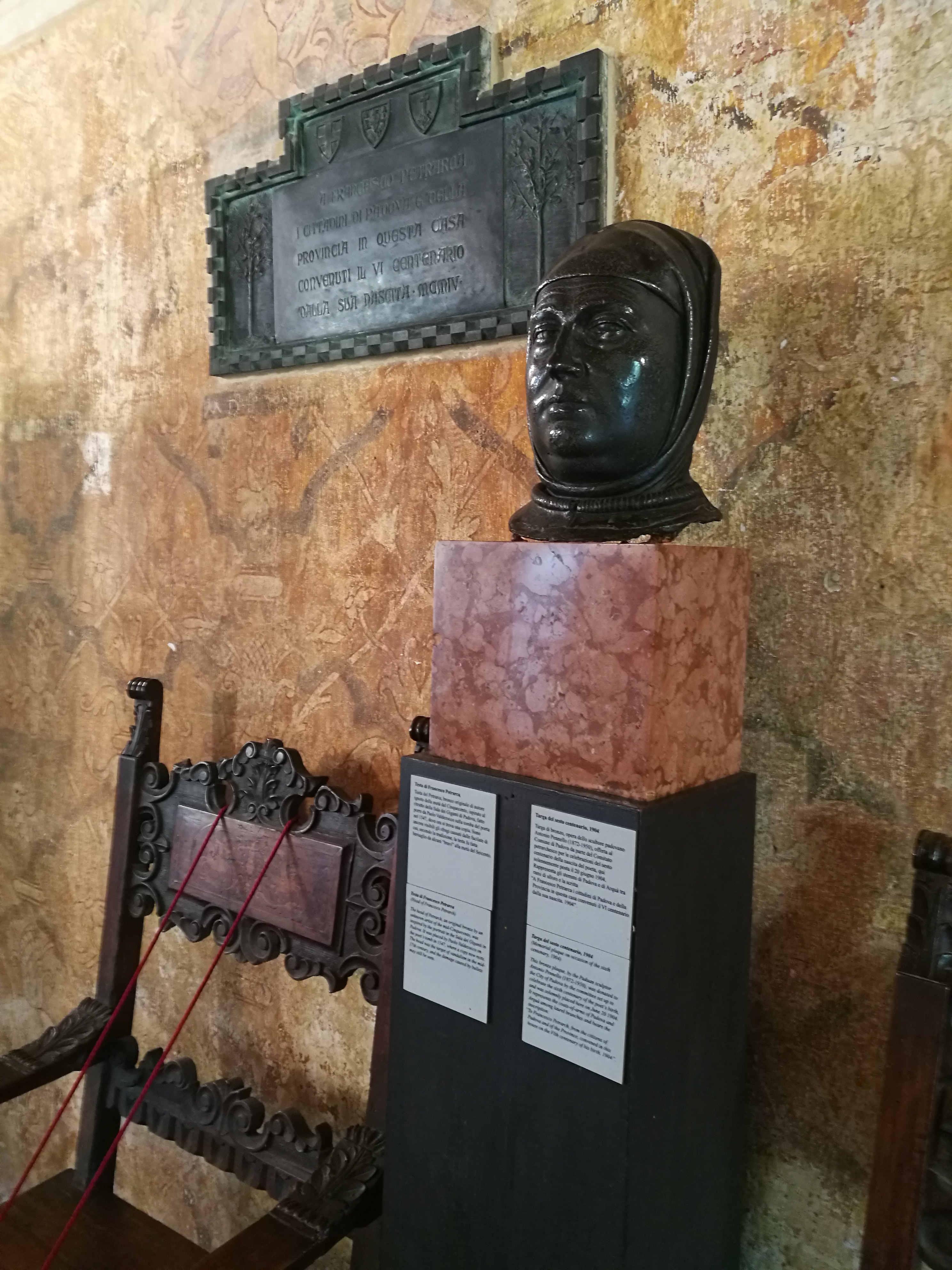
Targa commemorativa della nascita del Petrarca

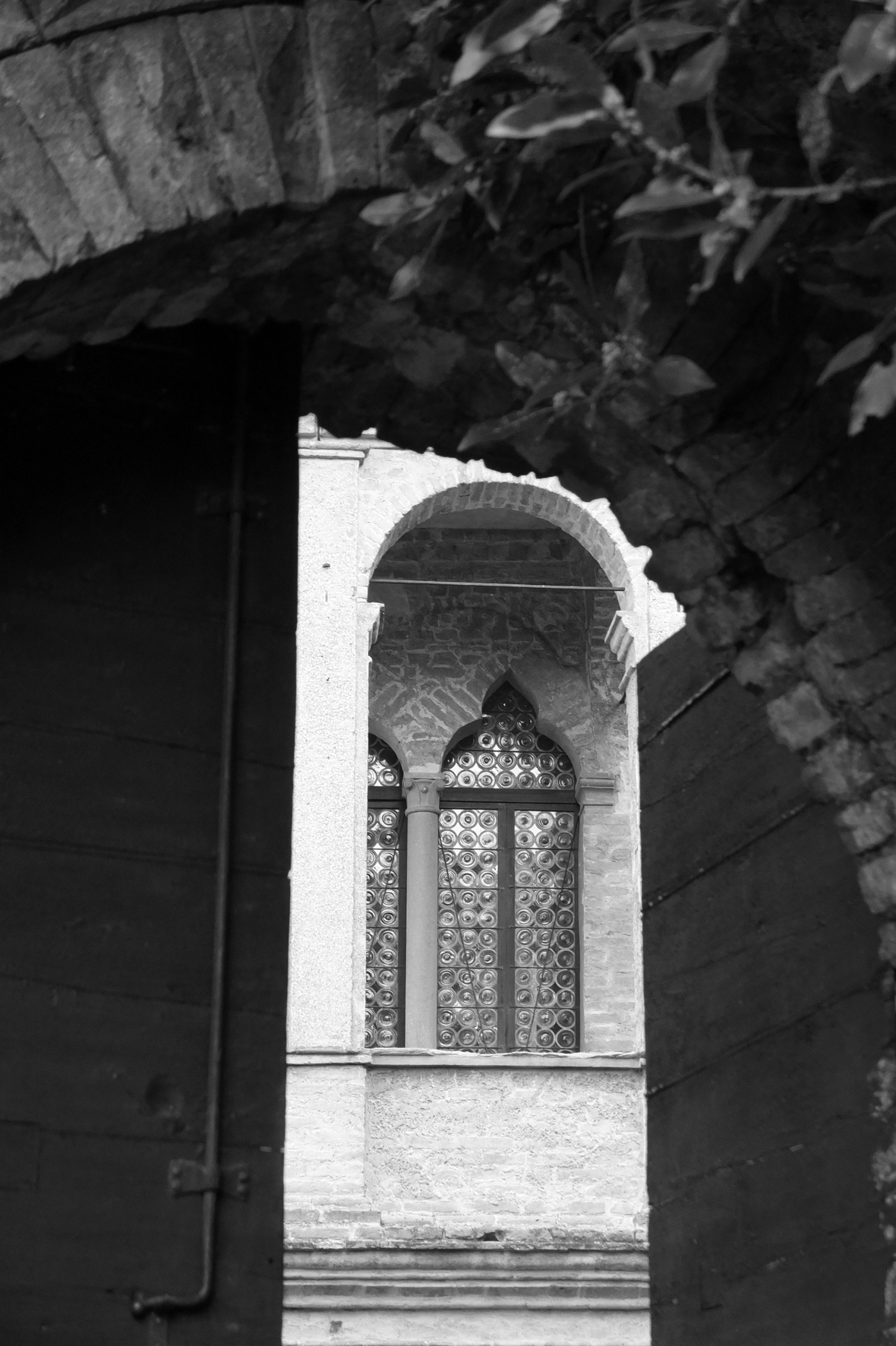
Finestra della casa

Chi però apportò modifiche considerevoli alla casa fu il nobile padovano Pietro Paolo Valdezocco che la ebbe in proprietà dal 1546 al 1556 dopo averla acquistata dai monaci di San Giorgio. Anche lui volle apportare delle modifiche per abbellire la rustica casa, non rispettando, però, le grandi memorie che dimoravano fra quelle mura.  Proprio in questo periodo venne costruita la loggetta di stile rinascimentale e la scala esterna, le decorazioni interne delle stanze al piano superiore vennero fatte con tempere raffiguranti scene ispirate al Canzoniere, a I Trionfi e all'Africa, tutte opere del Poeta. Fece ricoprire le cappe dei camini con degli affreschi, venne aggiunto nella camera "delle Visioni"  un ritratto dalla solida fisionomia del poeta e modificò l'aspetto famigliare che caratterizzava le varie stanze. Anche la tomba del poeta conobbe delle modifiche da parte del nobile padovano; egli fece, infatti, aggiungere una testa bronzea del Petrarca e una targa commemorativa. 
Valdezocco dopo dieci anni che aveva in proprietà la casa, la vendette a Andrea Barbarigo; successivamente, la casa passò a altri acquirenti e eredi e subì altre modifiche, fino a quando nel Settecento attraversò un periodo di abbandono. Le condizioni tristi in cui risiedeva la casa furono cantate in alcune righe scritte da Vittorio Alfieri e da Ugo Foscolo che scrisse: «La sacra casa di quel sommo italiano sta crollando per la irreligione di chi possiede un tanto tesoro. Il viaggiatore verrà invano di lontana terra a cercare con meraviglia divota la stanza armoniosa ancora dei canti celesti del Petrarca. Piangerà invece sopra un mucchio di ruine coperto di ortiche e di erbe selvatiche fra le quali la volpe solitaria avrà fatto il suo covile». 
Ultimo proprietario fu il cardinale Pietro dei Conti Silvestri, che la donò, nel 1875 al Comune di Padova, con la clausola di non concedere a nessuno l’uso abitativo. 
Nel 1787, per evitare che le pareti della casa venissero utilizzate dai vari pellegrini per incidervi il loro nome, ma anche per preservare la testimonianza della visita di vari personaggi illustri, furono messi a disposizione dei visitatori i libri per la firma; con il materiale estratto da queste raccolte, che contengono svariate firme sia di personaggi sconosciuti che di re, regine, politici, uomini d'armi, furono fatte tre pubblicazioni, nel 1810, nel 1827 e nel 1874.
Dell'arredo originale, all'interno della casa, ne è rimasto poco, le stanze sono praticamente vuote e degli arredi appartenuti al poeta rimangono solamente la libreria e la sedia in stile moresco, sulla quale, secondo la tradizione, nella notte di luglio del 1374, il poeta morente reclinò il capo.
Tuttora, la proprietà è del Comune e adibita a museo. Gli ultimi restauri sono stati effettuati nel 1919-1923 a spese divise in parti uguali fra lo Stato e il Comune di Padova. La casa fu radicalmente restaurata per cercare di ridarle l'antico splendore e linea trecentesca. Mantiene ancora tale struttura; in accordo con la Sopraintendenza ai Monumenti vennero ripristinati alcuni aspetti originari dell'abitazione petrarchesca, come l'accesso originario e le finestre gotiche. Altri restauri interessarono la casa nel 1985, dove, con il congiunto intervento del Comune di Padova e dell'Ente nazionale Francesco Petrarca, sono stati restaurati i pavimenti e sempre nello stesso anno è stata allogata al piano terreno della casa la mostra fotografica "Itinerari con Francesco Petrarca", provenienti dalla forestiera della casa Callegari. La casa-museo conserva al suo interno numerose testimonianze del vissuto del poeta, tra cui antichi volumi da lui scritti e numerosi oggetti che si pensa fossero a lui appartenuti, come la sedia nello studiolo, la libreria e la leggendaria gatta imbalsamata.

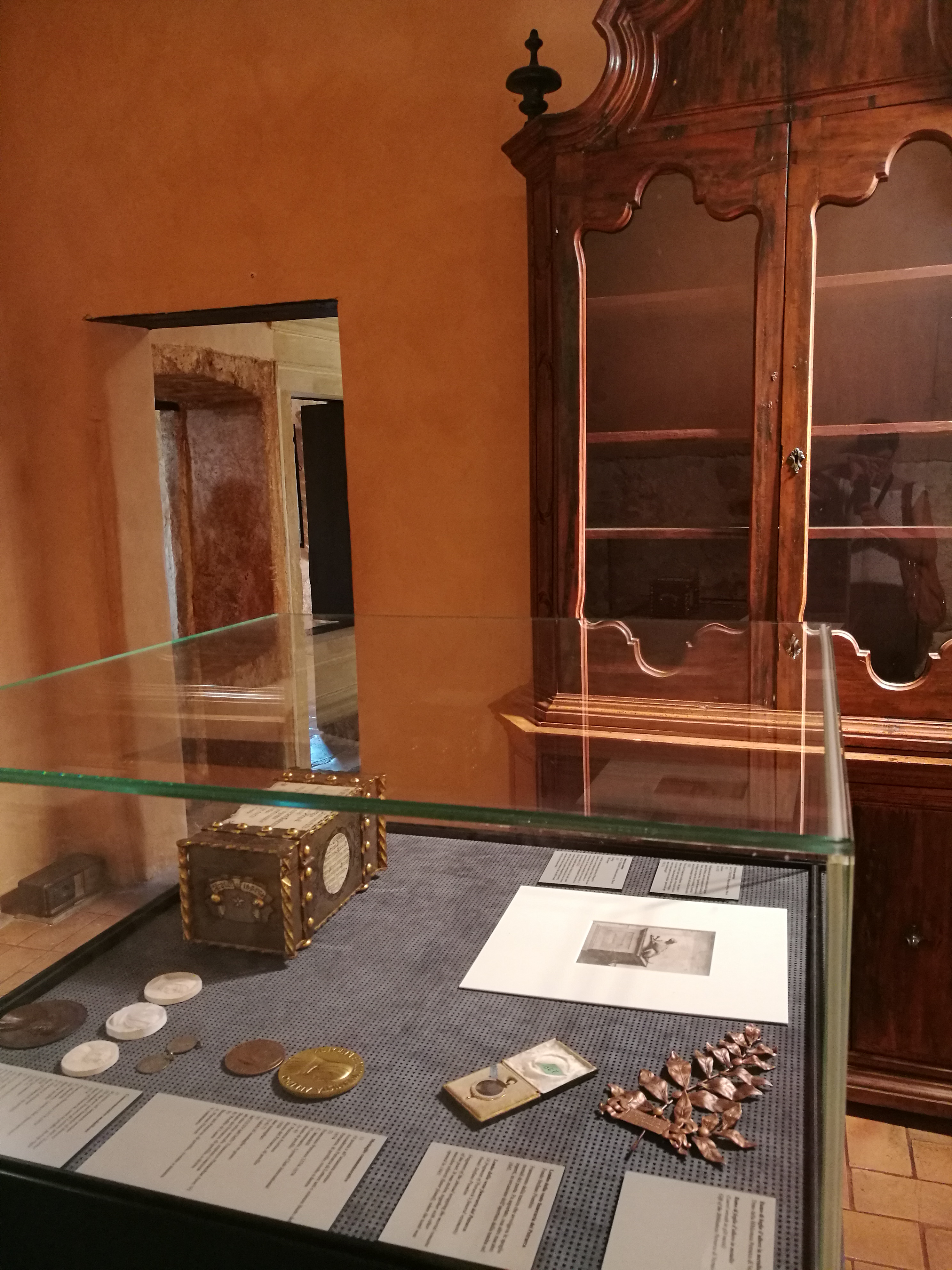
Oggetti personali del Petrarca

## Descrizione

### Stanza centrale o delle metamorfosi
I dipinti della stanza centrale risalgono alle modifiche apportate da Paolo Valdezocco nel cinquecento. Gli affreschi sono ispirati alle opere di Petrarca. Le scene vengono dipinte nella fascia più alta, mentre la parte sottostante delle pareti è decorata con motivi ornamentali che imitano i tessuti damascati, forse ripresi dall'antica decorazione trecentesca ancora parzialmente visibile nello studiolo. Gli affreschi, stilisticamente vicini ad alcune pitture realizzate a Padova verso la metà del Cinquecento, sono attribuibili a almeno due artisti attivi in Padova nella seconda metà del XIV secolo, di cui però non si conosce l'identità.
Le decorazioni pittoriche della stanza centrale rappresentano scene ispirate alle allegorie della canzone petrarchesca Nel dolce tempo della prima etade del Canzoniere, numero 23, nota anche come Canzone delle metamorfosi. I quadri prendono avvio dall'angolo estremo nella parete sinistra, di fronte all'entrata, secondo il seguente schema:
- Laura e amore trasformano il poeta in pianta di alloro.
- Il poeta è trasformato in cigno.
- Laura strappa il cuore al poeta; Il poeta incontra Laura ma non la riconosce;  Laura trasforma il poeta in sasso.
- Il poeta si lascia cadere sull'erba e dal Gran piangere si trasforma in fonte.
- Il poeta incontra nuovamente Laura che lo trasforma in pietra.
- Il poeta si imbatte in Laura nuda immersa in una fonte d'acqua; Il poeta si trasforma in cervo e fugge inseguito dai cani.
- Il poeta si paragona all'aquila.[6]

### La stanza di Venere

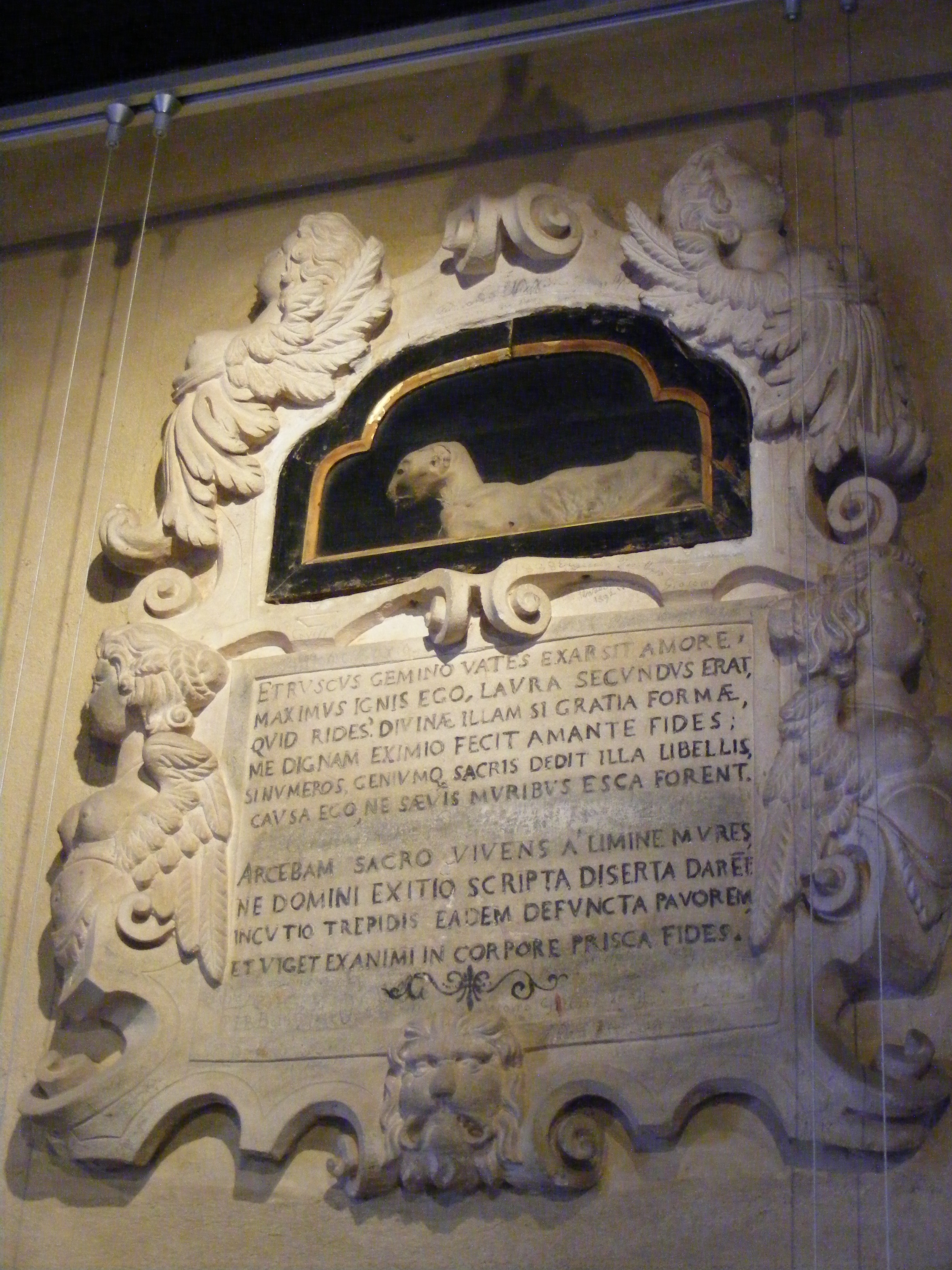
La gatta del Petrarca

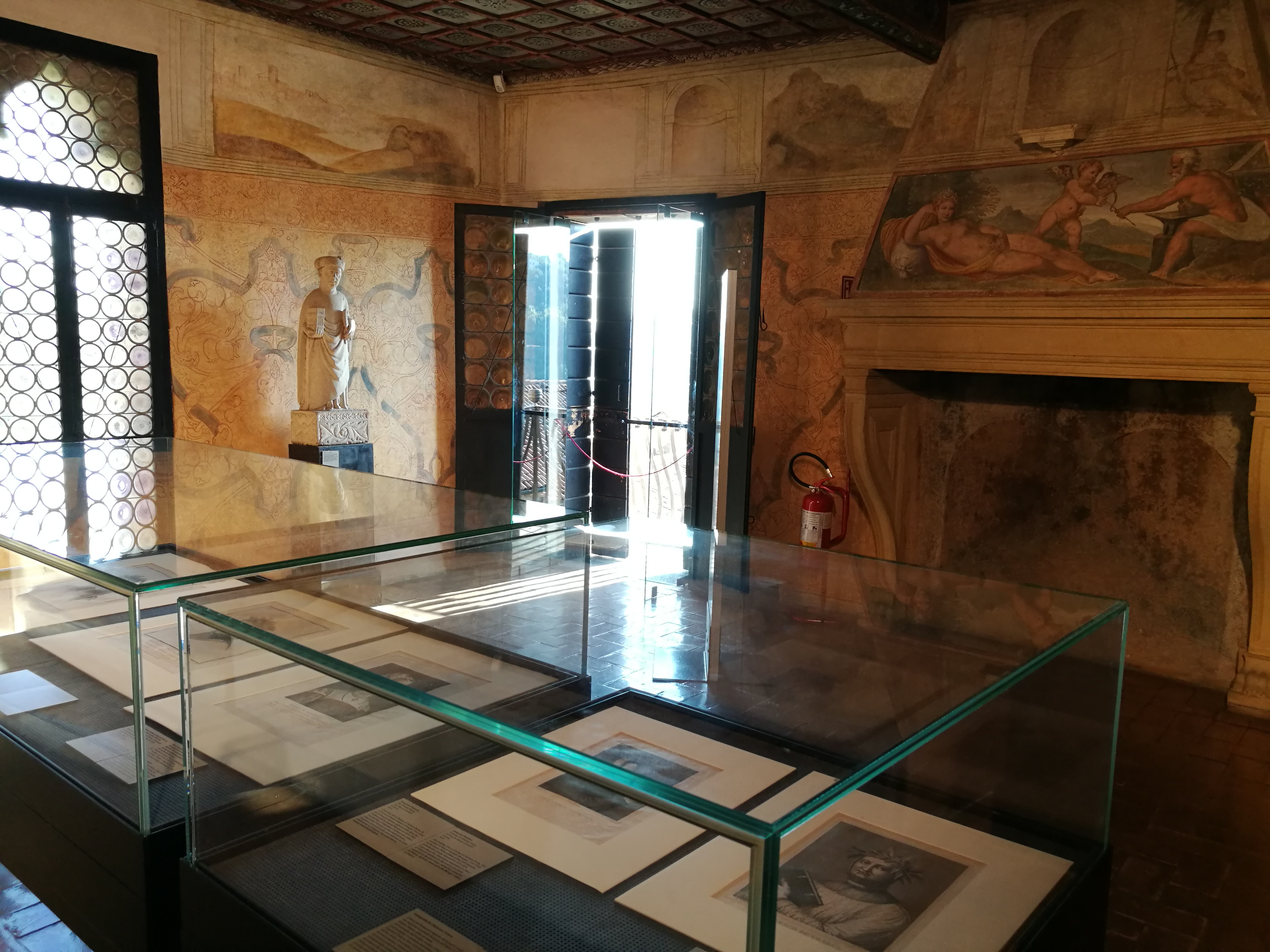
Stanza di Venere

La stanza di Venere, presunta camera da letto del Petrarca, presenta raffigurata sul camino l'immagine di una Venere, motivo del nome della stanza. 
Lo stadio di conservazione non permette di rendere ben visibili le altre scene raffigurate, tuttavia è possibile intravedere sulla parete a sinistra dell'ingresso una nave e sulla parete che dà accesso allo studiolo una scena di uomini davanti ad una pozza d'acqua. Sulla sinistra e sulla destra un'altra fonte e sulla parete vicina un'effigie del Petrarca seduto accanto ad una sorgente con un libro in mano e di fronte viene raffigurata una donna con un fanciullo. Tali rappresentazioni molto probabilmente si riferiscono alla canzone scritta dal poeta Qual più diversa et nova presente nel Canzoniere, numero 135.
Le pitture del camino sono invece ben conservate e rappresentano una Venere distesa con accanto Vulcano che forgia le armi per Cupido, il tutto ambientato in un paesaggio collinare. 
La stanza era anche chiamata Camera della Gatta: difatti fino agli anni 1970 del Novecento, sopra la porta di accesso, erano conservati, secondo la tradizione, i resti imbalsamati della gatta del Petrarca, animale da compagnia che lo ha assistito durante la solitudine delle sue scritture. In realtà, si è appurato che trattasi di un'invenzione da parte di uno dei proprietari del Seicento, Girolamo Gabrielli. I resti sono stati poi trasferiti al piano terra. La stanza presenta una porta finestra chiusa da un poggiolo in ferro battuto.

### Lo studiolo del Petrarca
La stanza rappresenta il luogo di lavoro e di meditazione dove il Petrarca ha custodito i suoi preziosi libri. Negli anni ha subito diverse modifiche fino al periodo 1919 - 1923, anni in cui è stato ripristinato proprio come l'aveva adattato il poeta: un unico piccolo ambiente con una finestra che si affaccia sul retro della casa, una feritoia e due nicchie. 
Nelle pareti sono ancora visibili decorazioni trecentesche che rappresentano fascioni colorati con al di sotto un fregio costituito da uno stemma, in cui si riconosce una barra d’oro in campo azzurro identificativi dello stemma del Petrarca.
Fu nella notte tra il 18 e il 19 Luglio del 1374 che il poeta morì in questa stanza.

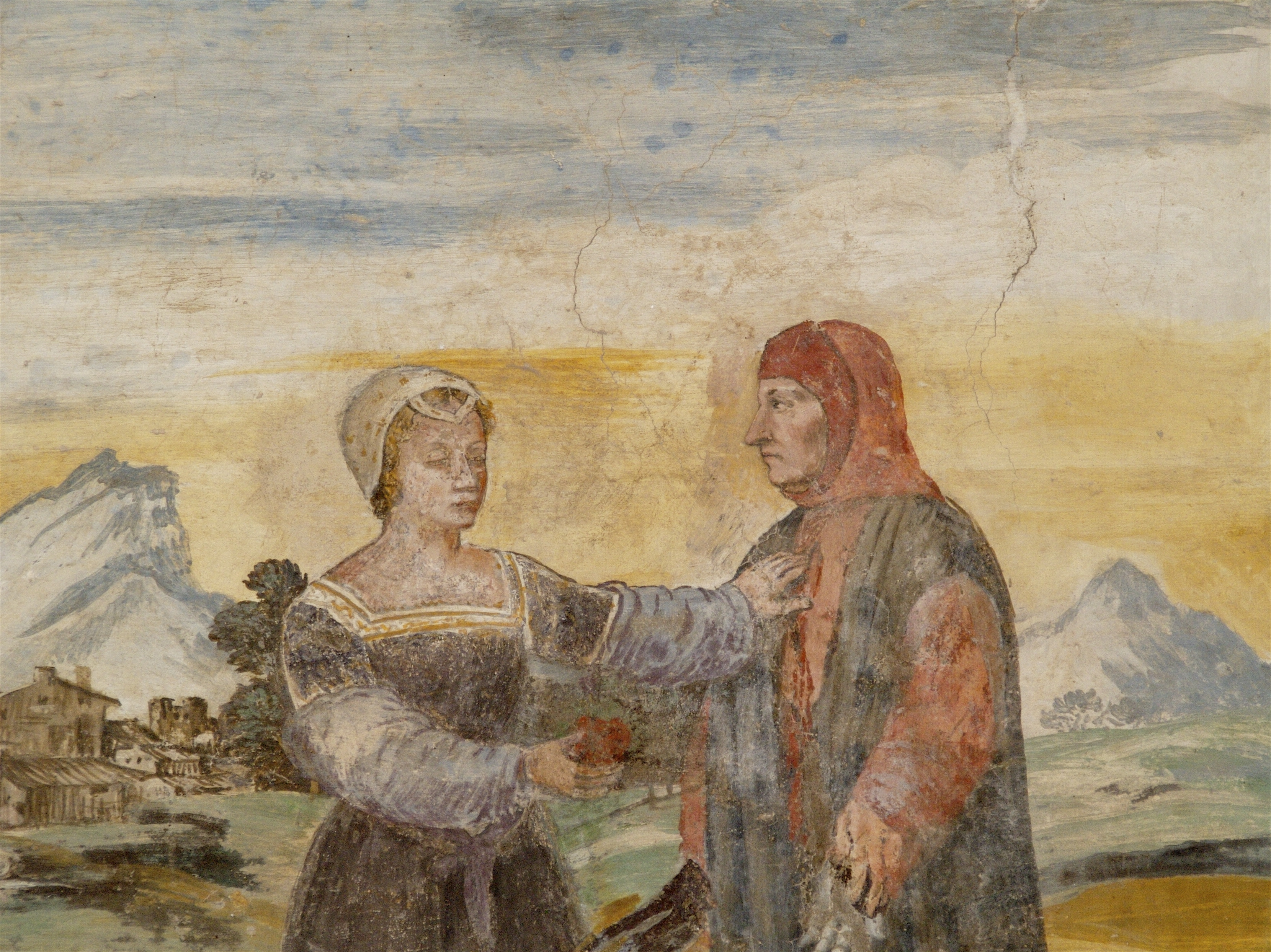
Affresco di Petrarca e Laura

### Stanza delle Visioni
La "stanza delle Visioni" è un fregio pittorico che presenta scene che si ispirano alla canzone petrarchesca Standomi un giorno solo a la fenestra del Canzoniere, numero 323, nota anche come Canzone delle visioni.
Sono rappresentati sei diversi quadri che prendono avvio dalla sinistra del ritratto del Petrarca:
- Il Cervo inseguito dai cani
- La nave improvvisamente squassata
- L'alloro schiantato
- La sorgente intorno a cui si riuniscono ninfe e pastori inghiottita improvvisamente dalla terra
- La fenice che rivolge il becco contro di sé
- La morte di Laura[11]

### Stanza dell’Africa o di Cleopatra o di Lucrezia
Il primo nome deriva dal primo ciclo di pitture ispirate all'Africa, che raffigurano il poema latino del Petrarca che racconta le gesta di Scipione l’Africano. 
Il secondo nome deriva dal rilievo in stucco dipinto del XVI secolo che raffigura l'eroina di Roma Lucrezia morente. Il dipinto è posto nella nicchia sopra la porta nella stanzetta di destra.
Sul camino, sopra la figura di Cleopatra morsa dagli aspidi, è rappresentata la poetessa Saffo raffigurata mentre scrive e nel momento in cui si getta dalla rupe di Leucade.
La tre eroine descritte dal Petrarca sono accomunate dalla tragica fine suicida e si ricollegano ai cicli letterari e pittorici ispirati alle illustri donne del Cinquecento.

### Stanzetta di sinistra e Stanzetta di destra

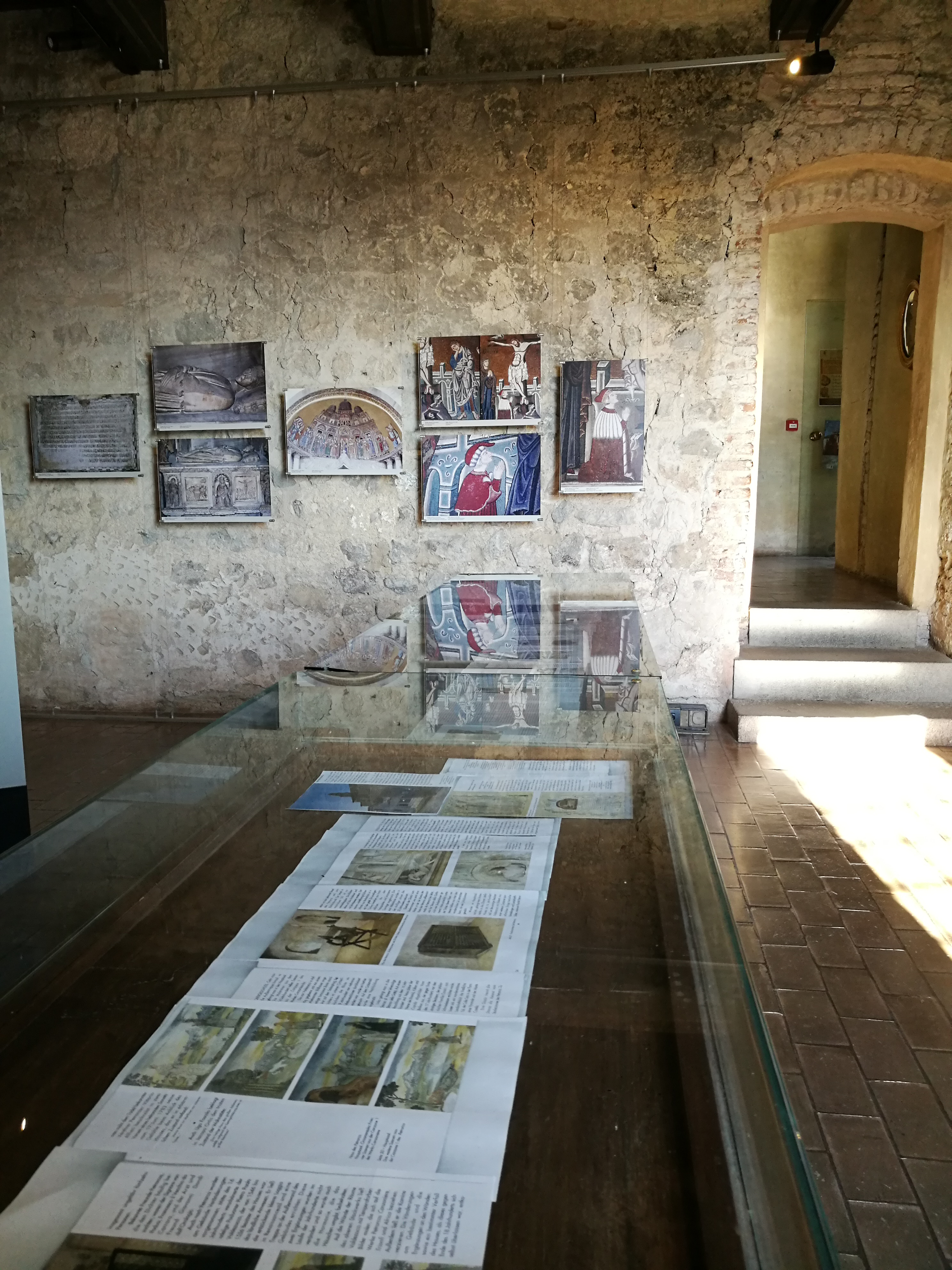
Prima stanza a sinistra

La stanzetta di sinistra e la stanzetta di destra rappresentano le stanze di servizio della parte padronale della casa ed il passaggio alla parte rustica. Non vi sono rimaste tracce di decorazioni antiche forse non presenti sin dall'origine.
Nella stanzetta di sinistra sono presenti alcuni dipinti ad olio su tavola: Ritratto femminile (Laura) di anonimo autore imitatore di modi quattrocenteschi, Il ritratto di Francesco Petrarca di Leopoldo Toniolo (1833- 1908) e L'incontro di Petrarca con Laura di Elisabetta Benato Beltrami (1812- 1888).